# Southern Premier League (Tasmania)
Southern Premier League – piłkarskie rozgrywki na najwyższym szczeblu w stanie Tasmania, równoległe poziomem do ligi Northern Premier League, organizowane i zarządzane przez federacje stanową Football Federation Tasmania. Najstarsze rozgrywki ligowe utworzone na Tasmanii, po raz pierwszy rozegrane w roku 1900. W pierwszym sezonie udział wzięły trzy zespoły: Trinity FC, Gunners FC i Sandy Bay FC. Pierwszy tytuł mistrzowski zdobyła drużyna Trinity FC, natomiast najbardziej utytułowaną drużyną w rozgrywkach jest South Hobart FC, która to 21-krotnie zdobywał tytuł mistrzowski.

## Kluby[2]
- Beachside FC
- Clarence United
- Glenorchy Knights FC
- Hobart Olympic
- Kingborough Lions
- New Town Eagles
- South Hobart FC
- Hobart (Tilford) Zebras

## Mistrzowie Southern Premier League[3][4]
| - 1900 - Trinity FC - 1901 - Trinity FC - 1902 - Gunners FC - 1903 - nierozgrywane - 1904 - nierozgrywane - 1905 - nierozgrywane - 1906 - nierozgrywane - 1907 - nierozgrywane - 1908 - spotkania kontrolne - 1909 - spotkania kontrolne - 1910 - Hobart Athletic - 1911 - Westralia FC - 1912 - St. George FC - 1913 - Corinthians FC - 1914 - Corinthians FC - 1915 - niedokończone - 1916 - nierozgrywane - 1917 - nierozgrywane - 1918 - nierozgrywane - 1919 - South Hobart FC - 1920 - South Hobart FC - 1921 - South Hobart FC - 1922 - South Hobart FC - 1923 - South Hobart FC - 1924 - Sandy Bay FC - 1925 - Sandy Bay FC - 1926 - South Hobart FC - 1927 - Sandy Bay FC - 1928 - Hobart Athletic - 1929 - South Hobart FC - 1930 - Hobart Athletic - 1931 - Cascades FC - 1932 - Cascades FC - 1933 - Sandy Bay FC - 1934 - Cascades FC - 1935 - Cascades FC - 1936 - Sandy Bay FC - 1937 - South Hobart FC |  | - 1938 - Sandy Bay FC - 1939 - Sandy Bay FC - 1940 - South Hobart FC - 1941 - Sandy Bay FC - 1942 - nierozgrywane - 1943 - nierozgrywane - 1944 - nierozgrywane - 1945 - nierozgrywane - 1946 - South Hobart FC - 1947 - South Hobart FC - 1948 - South Hobart FC - 1949 - Metro Claremont - 1950 - Metro Claremont - 1951 - Metro Claremont - 1952 - Metro Claremont - 1953 - Caledonians - 1954 - Metro Claremont - 1955 - Caledonians - 1956 - Caledonians - 1957 - Caledonians - 1958 - Caledonians - 1959 - South Hobart FC - 1960 - Caledonians - 1961 - Rapid FC - 1962 - Hobart Rangers - 1963 - Hobart Olympia - 1964 - Rapid FC - 1965 - Hobart Olympia - 1966 - Hobart Olympia - 1967 - Hobart Olympia - 1968 - Hobart Olympia - 1969 - Hobart Juventus - 1970 - Glenorchy Knights - 1971 - Hobart Juventus - 1972 - Hobart Juventus - 1973 - Hobart Juventus - 1974 - Glenorchy Knights - 1975 - Glenorchy Knights |  | - 1976 - Rapid FC - 1977 - White Eagles - 1978 - South Hobart FC - 1979 - Hobart Juventus - 1980 - South Hobart FC - 1981 - White Eagles - 1982 - Rapid FC - 1983 - Hobart Juventus - 1984 - Hobart Juventus - 1985 - Hobart Juventus - 1986 - White Eagles - 1987 - Hobart Olympia - 1988 - Hobart Olympia - 1989 - White Eagles - 1990 - Taroona SC - 1991 - University of Tasmania SC - 1992 - University of Tasmania SC - 1993 - University of Tasmania SC - 1994 - University of Tasmania SC - 1995 - PCL United - 1996 - University of Tasmania SC - 1997 - University of Tasmania SC - 1998 - Clarence United - 1999 - South Hobart FC - 2000 - Glenorchy Knights - 2001 - University of Tasmania SC - 2002 - South Hobart FC - 2003 - University of Tasmania SC - 2004 - Hobart Zebras - 2005 - Glenorchy Knights - 2006 - Glenorchy Knights - 2007 - Tilford Zebras - 2008 - South Hobart FC - 2009 - South Hobart FC - 2010 - South Hobart FC - 2011 - South Hobart FC |